# وحید قلیچ

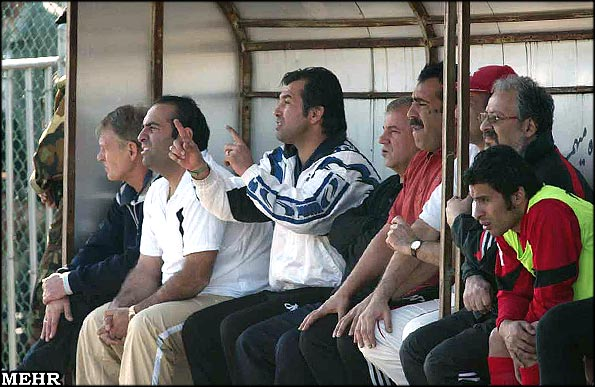
مسابقه لیگ برتر فوتبال ایران بین پرسپولیس و ملوان، ورزشگاه تختی انزلی، ۱۱ اسفند ۱۳۸۳

وحید قلیچ (زادهٔ ۲۵ آذر ۱۳۳۶ در تهران) دروازه‌بان پیشین تیم پرسپولیس است.
قلیچ در ۱۲ سال حضور خود در پرسپولیس در ۱۸۵ بازی به میدان رفته است. وی در بین دروازه‌بان‌ها بیشترین حضور را در باشگاه پرسپولیس داشته است.

## مستند قلیچ
آذرماه ۱۳۹۹ فیلمبرداری این مستند به کارگردانی پوریا نوری و تهیه‌کنندگی احسان اطمینان به پایان رسیده و وارد مرحله تدوین شد.
مستند قلیچ پرتره ای بدون روتوش از وحید قلیچ دروازه‌بان سابق تیم ملی و باشگاه پرسپولیس است که با حضورش در اینستاگرام و انتقاداتش از فدراسیون فوتبال جنجال‌برانگیز شده است.